# Sung Yu-ri
Sung Yu-ri (en hangul, 성유리; Tübingen, Baden-Württemberg, 3 de marzo de 1981) es una cantante y actriz surcoreana. Formó parte del grupo femenino surcoreano Fin.K.L desde 1998 hasta 2005.

## Vida
Nació en Alemania durante un viaje que sus padres estaban realizando, pero su nacionalidad es surcoreana.
Yu-ri fue corista de una iglesia cristiana, de la que su padre era el pastor. 
En mayo de 2017 se casó con el golfista profesional Ahn Sung-hyun, más tarde en julio de 2021 Yu-ri anunció que estaban esperando gemelos.

## Carrera
Fue descubierta por un productor musical, quien al escuchar su voz, le propuso que se presentara a un casting para la integración de un grupo musical. Después de realizar el casting, quedó seleccionada como la tercera integrante de Fin.K.L, conformado por Lee Hyori, Ock Joo-hyun y Lee Jin-
Como actriz ha participado en diversas series de televisión y películas como Thousand Years of Love (2003), The Snow Queen (2006), Hong Gil Dong (2008) y Feast of the Gods (2010).

## Filmografía

### Películas
- Emergency Act 19 (긴급조치 19호; 2002), como aparición especial.
- How to Keep My Love (내 남자의 로맨스; 2004), como aparición especial.
- Maybe (토끼와 리저드; 2009), como May Smith.
- Runway Cop (차형사; 2012), como Ko Young Jae.
- Noona (누나; 2013), como Yoon Hee.
- Chorogi and the Stalker Guy (초록이와 스토커 아저씨; 2014), como Madre de Soo Bin.
- The Disciple John Oak (제자, 옥한흠; 2014), como Narradora.
- Summer Snow (미안해 사랑해 고마워; 2015), como Seo Jung.

### Series de televisión
- Bad Girls (나쁜 여자들; 2002), como Han Yeol Mae.
- My Platoon Leader (막상막하; 2002), como Lee Kang Hyun.
- Thousand Years of Love (천년지애; 2003), como Princesa Buyeo Ju.
- Naebang Naebang (내방네방; 2003), como Lee Yoo Jung.
- First Love of a Royal Prince (황태자의 첫사랑; 2004), como Kim Yu Bin.
- One Fine Day (어느 멋진 날; 2006), como Seo Ha Neul / Park Hae Won.
- The Snow Queen (눈의 여왕; 2006), como Kim Bo Ra.
- Hong Gil Dong (쾌도 홍길동; 2008), como Heo Yi Nok.
- Swallow the Sun (태양을 삼켜라; 2009), como Lee Soo Hyun.
- Romance Town (로맨스 타운; 2011), como Noh Soon Geum.
- Feast of the Gods (신들의 만찬; 2012), como Go Joon Young.
- The Secret of Birth (출생의 비밀; 2013), como Jung Yi Hyun.
- Monster (몬스터; 2016), como Oh Soo Yeon.

### Vídeos musicales
- Love Letter de 2Shai (2003).
- Surely de Yoon Gun (2007).
- I Want to Cry de Brave Brothers (2010).

## Premios y nominaciones
| Año  | Premio                         | Categoría                                                             | Trabajo nominado               | Resultado |
| ---- | ------------------------------ | --------------------------------------------------------------------- | ------------------------------ | --------- |
| 2002 | MBC Entertainment Awards       | Mejor nueva presentadora                                              | Section TV Entertainment       | Ganadora  |
| 2002 | SBS Drama Awards               | Premio a la nueva estrella                                            | Bad Girls                      | Ganadora  |
| 2003 | SBS Drama Awards               | Premio a la excelencia, actriz en un drama especial planeado          | Thousand Years of Love         | Ganadora  |
| 2003 | SBS Drama Awards               | Premio a la popularidad de los internautas                            | Thousand Years of Love         | Ganadora  |
| 2003 | SBS Drama Awards               | Estrella Top 10                                                       | Thousand Years of Love         | Ganadora  |
| 2004 | 2nd Andre Kim Best Star Awards | Premio a la actuación                                                 | —                              | Ganadora  |
| 2006 | MBC Drama Awards               | Premio especial, actriz en una miniserie                              | One Fine Day                   | Ganadora  |
| 2006 | KBS Drama Awards               | Premio a la popularidad, actriz                                       | The Snow Queen                 | Ganadora  |
| 2006 | KBS Drama Awards               | Premio a la mejor pareja (con Hyun Bin)                               | The Snow Queen                 | Ganadora  |
| 2007 | 3rd Andre Kim Best Star Awards | Premio a la estrella femenina                                         | —                              | Ganadora  |
| 2007 | 1st Mnet 20's Choice Awards    | Premio a la belleza natural                                           | —                              | Ganadora  |
| 2008 | 44th Baeksang Arts Awards      | Actriz más popular (TV)                                               | Hong Gil Dong                  | Ganadora  |
| 2008 | 2nd Korea Drama Awards         | Premio a la excelencia, actriz                                        | Hong Gil Dong                  | Nominada  |
| 2008 | KBS Drama Awards               | Premio a la excelencia, actriz en una miniserie                       | Hong Gil Dong                  | Nominada  |
| 2008 | KBS Drama Awards               | Premio a la popularidad, actriz                                       | Hong Gil Dong                  | Ganadora  |
| 2008 | KBS Drama Awards               | Premio a la mejor pareja (con Kang Ji Hwan)                           | Hong Gil Dong                  | Ganadora  |
| 2011 | KBS Drama Awards               | Premio a la excelencia, actriz en una serie de mediana duración       | Romance Town                   | Nominada  |
| 2012 | MBC Drama Awards               | Premio a la alta excelencia, actriz en una serie de proyecto especial | Feast of the Gods              | Ganadora  |
| 2013 | SBS Entertainment Awards       | Premio a la excelencia, categoría presentadores                       | Healing Camp, Aren't You Happy | Ganadora  |
| 2013 | SBS Drama Awards               | Premio a la excelencia, actriz en una miniserie                       | The Secret of Birth            | Ganadora  |
| 2014 | SBS Entertainment Awards       | Premio del productor                                                  | Healing Camp, Aren't You Happy | Ganadora  |
| 2016 | 36th MBC Drama Awards          | Premio a la gran excelencia, actriz en proyecto especial de serie     | Monster                        | Nominada  |